# Kolekcjoner kości (film)
Kolekcjoner kości (ang. The Bone Collector) – amerykański thriller z 1999 roku w reżyserii Phillipa Noyce’a, nakręcony na podstawie powieści o tym samym tytule autorstwa Jeffery’ego Deavera. Zdjęcia kręcono w Nowym Jorku i Montrealu.

## Fabuła
Cztery lata temu nowojorski detektyw Lincoln Rhyme (Denzel Washington) był jednym z najlepszych kryminologów w kraju. Wydał kilka książek, które stały się bestsellerami. Uległ jednak wypadkowi, a obrażenia, których doznał, okazały się fatalne w skutkach – Lincoln jest sparaliżowany od szyi w dół i może poruszać tylko palcem jednej ręki. Zrezygnowany i na zawsze przykuty do łóżka myśli o samobójstwie, dopóki niezwykła sprawa nie przywraca mu wiary w siebie. Jego były partner, detektyw Paulie Sellitto prosi go bowiem, by pomógł mu odszukać multimilionera, który wraz z żoną zaginął w tajemniczych okolicznościach.

## Obsada
- Denzel Washington – Lincoln Rhyme
- Angelina Jolie – Amelia Sachs
- Queen Latifah – Thelma
- Michael Rooker – kapitan Howard Cheney
- Mike McGlone – Detektyw Kenny Solomon
- Luis Guzmán – Eddie Ortis
- Leland Orser – Richard Thompson
- John Benjamin Hickey – dr Barry Lehman
- Ed O’Neill – detektyw Paulie Sellitto
- Richard Zeman – porucznik Carl Hanson

## Dochód ze sprzedaży
| Świat | US$ 151,493,655 |